# Vlad Țepeș (okręg Giurgiu)
Vlad Țepeș – wieś w Rumunii, w okręgu Giurgiu, w gminie Comana. W 2011 roku liczyła 1750 
mieszkańców.